# Euphorbia knobelii
Euphorbia knobelii là một loài thực vật có hoa trong họ Đại kích. Loài này được Letty mô tả khoa học đầu tiên năm 1934.

## Hình ảnh

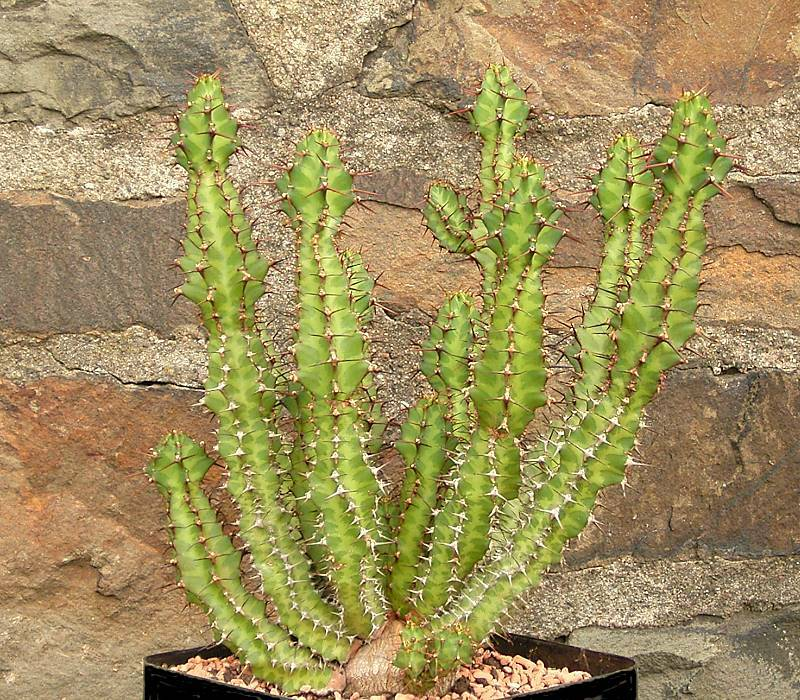